# Ağdabançay
Ağdabançay är ett vattendrag i Azerbajdzjan.   Det ligger i distriktet Kəlbəcər Rayonu, i den centrala delen av landet, 290 kilometer väster om huvudstaden Baku.
I omgivningarna runt Ağdabançay växer i huvudsak blandskog. Runt Ağdabançay är det ganska glesbefolkat, med 32 invånare per kvadratkilometer.